# Финляндия на «Евровидении-1962»
Финляндия в конкурсе песни Евровидение 1962, проходившем в Люксембурге, была представлена поп-певицей Марион Рунг, исполнившей песню «Tipi-tii».

## Национальный финал
В Финальном конкурсе национального отбора, прошедшего 15 февраля 1962 года в студии телекомпании YLE в Хельсинки, приняло участие четыре исполнителя, прошедших в финал на основе радио-полуфинала. Каждая песня была исполнена дважды разными исполнителями.
| Номер | Исполнитель 1   | Исполнитель 2  | Песня             | Очки | Место |
| ----- | --------------- | -------------- | ----------------- | ---- | ----- |
| 1     | Kai Lind        | Марион Рунг    | Tipi-tii          | 234  | 1     |
| 2     | Matti Heinivaho | Vieno Kekkonen | «Sateinen yö»     | 127  | 3     |
| 3     | Matti Heinivaho | Vieno Kekkonen | «On keskiyö»      | 110  | 4     |
| 4     | Kai Lind        | Марион Рунг    | «Pikku rahastaja» | 129  | 2     |

## На конкурсе
На конкурсе Евровидение, проходившем 18 марта в Люксембурге, песня «Tipi-tii» набрала 4 балла (3 балла — от Великобритании и 1 балл — от Норвегии) и заняла 7 место (совместно со Швецией). Финляндия отдала свои 3 балла участнику из Великобритании и 1 балл — участнику из Норвегии.